# Чахув (Мазовецьке воєводство)
Чахув (пол. Czachów) — село в Польщі, у гміні Ясенець Груєцького повіту Мазовецького воєводства.
Населення — 120 осіб (2011).
У 1975-1998 роках село належало до Радомського воєводства.

## Демографія
Демографічна структура станом на 31 березня 2011 року:
|          | Загалом | Допрацездатний вік | Працездатний вік | Постпрацездатний вік |
| -------- | ------- | ------------------ | ---------------- | -------------------- |
| Чоловіки | 56      | 13                 | 32               | 11                   |
| Жінки    | 64      | 7                  | 40               | 17                   |
| Разом    | 120     | 20                 | 72               | 28                   |